# DC 컵케익
《DC 컵케익》(영어: DC Cupcakes)는 2010년부터 현재까지 방영된 미국의 리얼리티 텔레비전 프로그램이다.